# 中央行政區 (莫斯科)
中央行政區（羅馬化：Tsentralny administrativny okrug），位於俄羅斯莫斯科的行政區，於1918年1月1日正式設立，是莫斯科最早設立的市轄行政區，亦是中央機關克里姆林宮所在地。該行政區在最初設立的時候的名稱是（簡稱「A行政區」），於1988年1月1日正式改用現有名稱。中央行政區周圍跟西北行政區，北行政區，東北行政區，西行政區，東行政區，西南行政區，南行政區和東南行政區接壤。

## 歷史
1918年1月1日，苏维埃施行新的行政區劃，共設立了兩种一級行政區，即莫斯科市與加盟共和國。莫斯科市在當時一共設立30個行政區，即市轄行政區。克里姆林宮所在的行政區被命名為А行政區。
該行政區劃維持了70年，在此期間沒有作出任何變動。
1988年1月1日，蘇聯共產黨第8任總書記戈巴契夫正式上任（1987年11月7日贏得第一次總書記直選），並啓動1918年以後的第一次一級行政區域改制計劃（在此70年期間，加盟共和國多次改制，但莫斯科的地位沒有任何變動）。在此背景下，當時在任的莫斯科第14任市委書記（同時也是市長）的賽金對莫斯科市内的行政區域進行整合，將原先的30個行政區合併為8個，А行政區範圍不變，只是將名稱改爲中央行政區。
1991年7月10日，行政區由8個增加至10個，但中央行政區沒有任何變動。
2008年1月1日，大莫斯科合併升格案正式啓動，原本的莫斯科市和原本屬於俄羅斯聯邦管轄的伏爾加河上游地區（包含現為大莫斯科西北頂點的伏爾加河源頭，和包含莫斯科州在内的七個州）正式合併，這是1988年以後的莫斯科行政區域再次改制。大莫斯科市依然維持10個行政區，中央行政區和綠城行政區不變，其他8個行政區擴大。同時設立三環區域：原先的莫斯科市改爲一環地區，原先的莫斯科州改爲二環地區，原先的伏爾加河上游地區（不包含莫斯科市和莫斯科州）改爲三環地區。合併改制後的大莫斯科市呈正方形狀。
當時在任的莫斯科第16任市長的盧日科夫成爲大莫斯科合併以後的第一位市長，大莫斯科市長的產生方式由此恢復中央直接任命，莫斯科各市轄行政區區長和行政區轄區區長則由市長自行任命。
2010年10月28日，莫斯科第17任市長蘇比雅寧正式上任，並於上任當天撤換了中央行政區區長，將Сергей Львович Байдаков正式任命為市區區長，即中央行政區區長。
中央行政區是大莫斯科市合併改制完成後唯一完全位于一環地區的市轄區（綠城行政區位于二環地區，和一環地區接壤，周邊完全被北行政區包圍。其他八個市轄行政區則跨越一環，二環和三環地區）。

## 地理
該行政區處於莫斯科的心臟地帶，亦是整個國家的權力中樞。該區的邊界完全都是天然或人造的護城河，並且有許多橋梁和其他行政區聯結。

## 地形
該行政區在大莫斯科市是一個很明顯的高地，呈平原地形。

## 分區

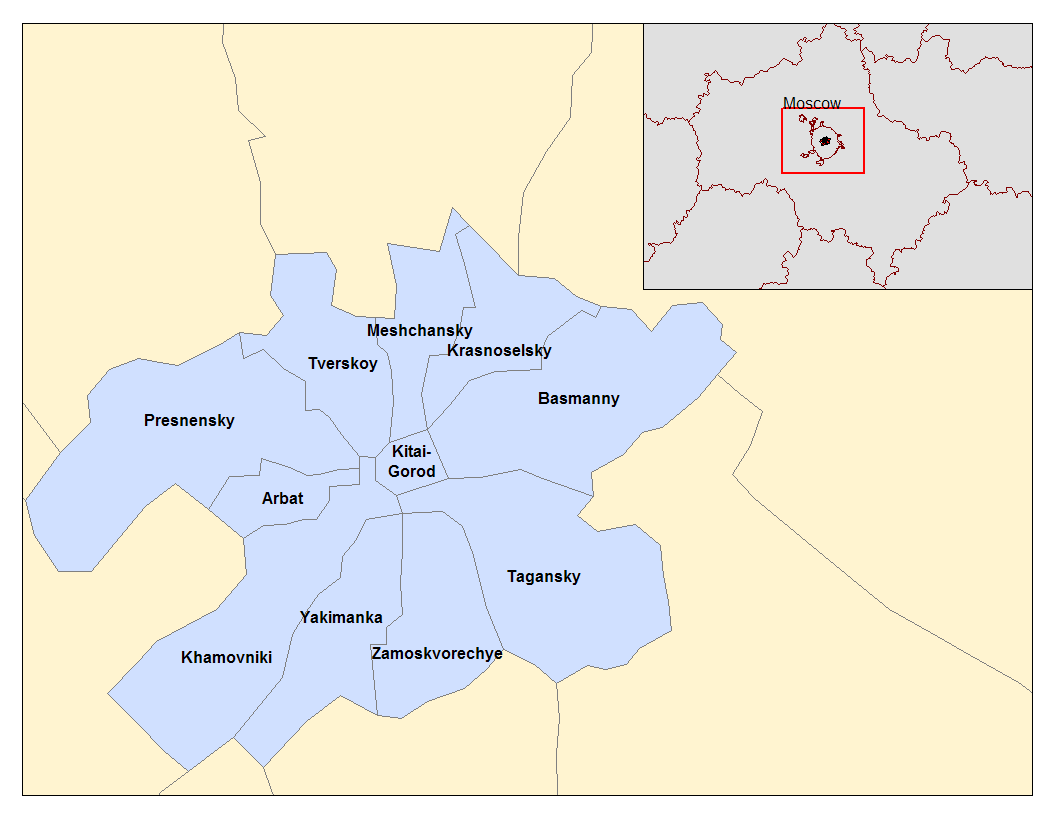
莫斯科中央行政区下辖分区示意图，其中中国城区（Kitai-gorod）已并入特维尔区

中央行政區共分為10區，各區名稱為：
| 俄文名 | 中文譯名     |
| ------ | ------------ |
|        | 阿爾巴特區   |
|        | 巴斯曼區     |
|        | 莫斯科河畔區 |
|        | 紅村區       |
|        | 梅夏涅区     |
|        | 普列斯尼亞區 |
|        | 塔甘卡區     |
|        | 特維爾區     |
|        | 哈莫夫尼基區 |
|        | 亞基曼卡區   |

## 重要機構
- 克里姆林宮